# Banai (Ix Koto)
Banai is een bestuurslaag in het regentschap Dharmasraya van de provincie West-Sumatra, Indonesië. Banai telt 2559 inwoners (volkstelling 2010).